# Serge Beck
Pour les articles homonymes, voir Beck.
Serge Beck, né le 20 mai 1955 à Genève (originaire de la même ville), est une personnalité politique suisse du canton de Vaud, membre du Parti libéral. Il est député au Conseil national de 1998 à 2007.

## Biographie
Serge Beck naît le 20 mai 1955 à Genève. Il est également originaire de cette ville. Il effectue des études d'ingénieries et vit aux États-Unis et en Afrique. Il est reprend l'exploitation agricole de ses parents à Le Vaud en 1986.
En 2003, il devient le premier président d'Aqua Nostra, une organisation visant à restreindre le droit de recours des organisations de protection de l'environnement.

## Parcours politique
Au moment d'entrer en politique, Serge Beck hésite entre l'Union démocratique du centre (UDC) et le Parti libéral suisse (PLS) et se décide finalement pour ce dernier. Contrairement à la majorité de son parti, il est sceptique vis-à-vis d'une adhésion de la Suisse l'Union européenne et à l'Organisation des Nations Unies,.
Après avoir été conseiller communal de la commune de Le Vaud entre juin 1975 et décembre 1997, il est le syndic de cette commune depuis 1998 à 2014,.
Élu au Grand Conseil vaudois d'avril 1986 à décembre 1998, il siège notamment dans la commission de gestion. Il quitte le Grand Conseil au moment de son entrée au Conseil national.
Il se présente sans succès au Conseil national lors des élections fédérales de 1991 et de 1995. Il y entre en cours de législature, le 28 septembre 1998, à la suite de la démission de son collègue de parti Jean-François Leuba,. Il y siège jusqu'au 3 décembre 2007. Il n'est en effet pas réélu lors des élections fédérales de 2007 lors desquelles le Parti libéral vaudois perd un siège.